# Есперанто-бібліотеки

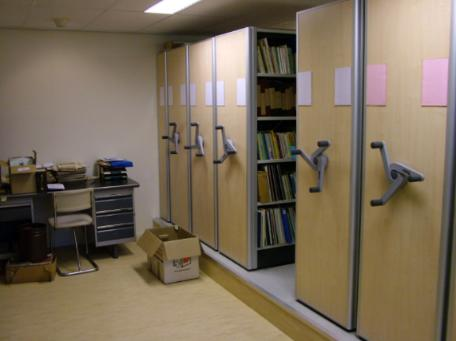
Бібліотека Гектора Годлера (Роттердам, Нідерланди)

Есперанто-бібліотеки (есп. Esperanto-biblioteko) — бібліотеки, музеї та інші установи, які мають зібрання книг, брошур, журналів, а також інші носії інформації мовою есперанто, які доступні як для есперантистів, так і для пересічних осіб. 
Есперанто-бібліотеки відіграють надзвичайно важливу роль в есперанто-співтоваристві та есперанто-рухові як для надання доступу до окремих рідкісних зразків есперанто-культури, так і для здійснення повноцінних наукових досліджень в області есперантології та історії есперанто.
Список найбільш відомих есперанто-бібліотек, які мають літературу мовою есперанто:
| Назва                                              | Місто                         | Країна          | Рік заснування | Опис |
| -------------------------------------------------- | ----------------------------- | --------------- | -------------- | --- |
| Бібліотека Батлера Монтег'ю                        | Барластон                     | Велика Британія | 1922           | 13 тисяч книг |
| Міжнародний есперанто-музей                        | Відень                        | Австрія         | 1927           | 35 тисяч томів, 2,5 тисячі періодичних видань, 3 тисячі музейних експонатів, 5 тисяч рукописів, 22 тисячі світлин, 1,2 тисячі афіш, 40 тисяч листівок |
| Бібліотека Гектора Годлера                         | Роттердам                     | Нідерланди      | 1908           | близько 20 тисяч книг |
| Центр документації та дослідження міжнародної мови | Ла-Шо-де-Фон                  | Швейцарія       | 1967           | близько 20 тисяч книг |
| Міжнародний музей миру та солідарності             | Самарканд                     | Узбекистан      | 1986           | близько 20 тисяч книг |
| Німецька есперанто-бібліотека                      | Аален                         | Німеччина       | 1989           | 22,5 тисячі книг і 2420 періодичних видань |
| Есперанто-фонд Cesar Vanbiervliet                  | Кортрейк                      | Бельгія         | 1972           | 8,5 тисяч книг, 10 тисяч журналів |
| Есперанто-колекція Файсі                           | Будапешт                      | Угорщина        | 1970           | близько 13 тисяч книг |
| Національна бібліотека есперанто                   | Масса                         | Італія          | 1972           | 7,5 тисяч книг |
| Національний есперанто-музей                       | Гре                           | Франція         | 1977           | 6 тисяч книг та брошур, 1,4 тисячі журналів та газет                                                                                                  |
| Бібліотека Есперанто-союзу Фландрії                | Антверпен                     | Бельгія         |                | Декілька тисяч книг та періодичних видань |
| Бібліотека Juan Régulo Pérez                       | Мадрид                        | Іспанія         | 1970           | |
| Національна бібліотека Шотландії                   | Единбург                      | Шотландія       | 1925           | Близько 5 тисяч книг |
| Есперанто-музей Субіратса                          | Субіратс (Каталонія, Іспанія) | Іспанія         | 1968           | 8,4 тисяч книг, 2485 періодичних видань |
| Есперанто-бібліотека Брно                          | Брно                          | Чехія           | 1901           | Близько 3 мільйонів одиниць мовою есперанто |